# Philipp von Boeselager
Pour les articles homonymes, voir Boeselager.
Le baron Philipp von Boeselager (né le 6 septembre 1917 à Heimerzheim et mort le 1er mai 2008, à Altenahr) est l'avant-dernier survivant des conjurés de l'opération Walkyrie ayant participé à la tentative d'assassinat du 20 juillet 1944 contre Hitler, dirigé par von Stauffenberg.

## Biographie
Boeselager est né au château familial de Burg Heimerzheim près de Bonn. Il reçoit une éducation catholique fervente de la part de ses parents, typique de la noblesse rhénane de cette époque. Il est instruit au collège jésuite Aloisiuskolleg (Saint-Louis-de-Gonzague) de Bad Godesberg. À 25 ans il participe à l'opération Walkyrie, plan conçu pour reprendre le pouvoir en Allemagne après l'assassinat de Hitler.
L'opinion de Boeselager envers le gouvernement national-socialiste change en juin 1942, après avoir appris que cinq Tziganes avaient été assassinés à cause de leur appartenance ethnique. Avec Günther von Kluge, dont il dépendait hiérarchiquement, il rejoint le complot en vue d'assassiner Hitler. La première tentative d'attentat est prévue pour le 13 mars 1943, date de la visite de Hitler et Himmler au maréchal Kluge. Mais celle-ci sera annulée au dernier instant. Il était trop risqué d'éliminer le Führer sans s'occuper du Reichsführer SS, qui prendrait aussitôt le pouvoir.
« Le 12 mars 1943, la veille de la visite du Führer, on apprit que Himmler ne serait pas du voyage. Kluge retira in extremis son agrément : tuer Hitler sans s'assurer de la personne de Himmler, c'était risquer de déclencher une guerre civile. Les SS s'empareraient du pouvoir dès la disparition du Führer et se livreraient à une répression sans merci… » 
La seconde tentative a lieu le 20 juillet 1944, les comploteurs, après l'échec de l'assassinat au revolver, planifient d'assassiner Hitler à l'aide d'une bombe pendant une autre réunion militaire. Quand Claus von Stauffenberg faillit assassiner le Führer, Boeselager est informé que son régiment de cavalerie est envoyé en première ligne sur le front de l'Est pour une raison inconnue, alors qu'il était prévu qu'il irait à Berlin s'emparer de Himmler et de Goebbels. Grâce à ce contretemps, Boeselager n'est pas inquiété, malgré son engagement aux côtés des conjurés qui furent pour la plupart exécutés. À cause de ce renvoi au front, Georg, son frère, sera tué au combat.
Après la guerre, Boeselager, du fait de sa participation au complot contre Hitler, est considéré en Allemagne et en France comme un héros et reçoit, à ce titre, de nombreuses hautes distinctions militaires. Il étudie l'économie et devient expert forestier.
Marié à Rosa-Maria, comtesse de Westphalie, il a quatre enfants, dont Albrecht von Boeselager, grand chancelier de l'ordre de Malte.
Jusqu'à sa mort, hanté par la conspiration et par ses proches perdus pendant la guerre, il exhorte les jeunes à s'impliquer dans la vie politique considérant qu'avec l'inexpérience du peuple allemand de la politique, il s'agissait des deux raisons qui avait permis à Hitler d'accéder au pouvoir en 1933. À l'entrée de sa résidence était gravée la citation latine : « Etiamsi omnes ego non »
Boeselager était un membre des K.D.St.V. Ripuaria Bonn, confrérie catholique étudiante qui appartenait à l'Association du cartel des corporations d'étudiants catholiques allemands (de). Jusqu'à sa mort le 1er mai 2008, il fut toujours en possession du pistolet Walther PPK avec lequel il était censé assassiner Hitler.
Le 18 avril 2008, deux semaines avant son décès, il accorde une dernière interview pour le documentaire The Valkyrie Legacy, diffusé au printemps 2008 par la chaîne Histoire, parallèlement à la sortie de Walkyrie, réalisé par Bryan Singer avec Tom Cruise.

## Distinctions
- Officier de l'ordre de la Légion d'honneur[5].